# Reading (Pennsylvania)
Reading è un comune (city) degli Stati Uniti d'America, capoluogo della contea di Berks, nello Stato della Pennsylvania.
È la quinta città della Pennsylvania per grandezza e la sua area metropolitana è posta circa a metà strada tra quelle di Filadelfia ed Harrisburg, rispettivamente prima e nona città dello stato.

## Economia
Nella sua area metropolitana c'è una grande quantità di produttori di 
pretzel e per questo è chiamata anche The Pretzel City (La città del pretzel).